# Tanaoctena
Tanaoctena is een geslacht van vlinders van de familie van de Galacticidae.

## Soorten
- T. collina Turner, 1926
- T. dubia Philpott, 1931
- T. indubitata Clarke, 1971
- T. ooptila Turner, 1913